# 艾雪·佩雷斯
艾雪·佩雷斯（希伯來語：‎ 1934年1月30日—2005年1月1日）以色列物理学家，生于法国多尔多涅河畔博略，量子信息和量子力学与相对论关系领域先驱，曾提出哈密顿-雅可比-爱因斯坦方程，博士导师为以色列理工学院纳森·罗森。